# Volkswagen EA390
Volkswagen EA390 — бензиновый двигатель внутреннего сгорания немецкого автоконцерна Volkswagen, находящийся в производстве с 2003 года. Угол между цилиндрами составляет от 10,6 до 15 градусов. Это поколение двигателей использовалось в различных автомобилях Volkswagen Group с 1999 года как V6, а не как VR6. Двигатели устанавливались, например, на модели R: Golf IV, Golf V, VW Passat R36 и VW Touareg I, а также на различные модели Audi, включая Audi A3 и Audi Q7, а также на Porsche Cayenne Type 9PA, Skoda Superb 2, VW Eos и Artega GT. 2,5-литровый двигатель используется в китайских моделях автомобилей Audi Q6 50TFSI Quattro и VW Teramont 530 V6. Двигатель объёмом 3,0 л использовался в китайском VW Passat (NMS) V6. Клапанный механизм приводится в движение с помощью ремня газораспределительного механизма.

## Технические характеристики
|                        | 3,2-L                                            | 2,8-L                               | 3,6-L                                            | 2,5-L                               | 3,0-L                               |
| ---------------------- | ------------------------------------------------ | ----------------------------------- | ------------------------------------------------ | ----------------------------------- | ----------------------------------- |
| Код двигателя          | BFH, BML, BDB, BHE, BMJ, BPF, BUB                | AQP, AUE, BDE                       | CDVA, BLV, BWS                                   | DDKA, DPKA                          | CNGA                                |
| Годы производства      | 2002—2004                                        | 1999—2003                           | 2005 — настоящее время                           | 2016 — настоящее время              | 2011—2017                           |
| Расположение цилиндров | VR6                                              | VR6                                 | VR6                                              | VR6                                 | VR6                                 |
| Количество клапанов    | 4                                                | 4                                   | 4                                                | 4                                   | 4                                   |
| Диаметр × Ход поршня   | 84,0 × 95,9 мм                                   | 81 × 90,3 мм                        | 89,0 × 96,4 мм                                   | 81,0 × 80,6 мм                      | 84 × 89,5 мм                        |
| Объём                  | 3189 см³                                         | 2.792 см³                           | 3598 см³                                         | 2492 см³                            | 2975 см³                            |
| Степень сжатия         | 11,3:1                                           | 10,5:1                              | 12,1:1                                           | 9,5:1                               | ?:1                                 |
| Мощность               | 173—184 кВт (235—250 л. с.) при 6200—6300 об/мин | 150 кВт (204 л. с.) при 6200 об/мин | 191—221 кВт (260—300 л. с.) при 6000—6600 об/мин | 220 кВт (299 л. с.) при 6000 об/мин | 184 кВт (250 л. с.) при 6400 об/мин |
| Крутящий момент        | 315—320 Н*м при 2500—3000 об/мин                 | 270 Н*м при 3200 об/мин             | 350—400 Н*м при 2500—5300 об/мин                 | 500 Н*м при 2750—3500 об/мин        | 310 Н*м при 3500 об/мин             |
| Охлаждение             | Водяное                                          | Водяное                             | Водяное                                          | Водяное                             | Водяное                             |
| Объём моторного масла  | 5,5 л                                            |                                     | 6,7 л                                            |                                     |                                     |